# العلاقات البنمية اللوكسمبورغية
العلاقات البنمية اللوكسمبورغية هي العلاقات الثنائية التي تجمع بين بنما ولوكسمبورغ.

## مقارنة بين البلدين
هذه مقارنة عامة ومرجعية للدولتين:
| وجه المقارنة                                              | بنما                      | لوكسمبورغ                                                     |
| --------------------------------------------------------- | ------------------------- | ------------------------------------------------------------- |
| المساحة (كم2)                                             | 74.18 ألف                 | 2.59 ألف                                                      |
| عدد السكان (نسمة)                                         | 4.10 مليون                | 599.45 ألف                                                    |
| الكثافة السكانية (ن./كم²)                                 | 55.27                     | 231.45                                                        |
| العاصمة                                                   | بنما                      | لوكسمبورغ                                                     |
| اللغة الرسمية                                             | اللغة الإسبانية           | اللغة اللوكسمبورغية، لغة فرنسية، اللغة الألمانية              |
| العملة                                                    | بالبوا بنمي، دولار أمريكي | يورو، فرنك لوكسمبورغ                                          |
| الناتج المحلي الإجمالي (بليون دولار)                      | 61.84 مليار               | 62.40 مليار                                                   |
| الناتج المحلي الإجمالي (تعادل القوة الشرائية) بليون دولار | 87.37 مليار               | 58.13 مليار                                                   |
| الناتج المحلي الإجمالي الاسمي للفرد دولار أمريكي          | 13.27 ألف                 | 101.45 ألف                                                    |
| الناتج المحلي الإجمالي للفرد دولار أمريكي                 | 20.89 ألف                 | 101.93 ألف                                                    |
| مؤشر التنمية البشرية                                      | 0.780                     | 0.892                                                         |
| رمز المكالمات الدولي                                      | +507                      | +352                                                          |
| رمز الإنترنت                                              | .pa                       | .lu                                                           |
| المنطقة الزمنية                                           | 00                        | توقيت وسط أوروبا، ت ع م+01:00، ت ع م+02:00، أوروبا/لوكسمبورج ‏ |

## منظمات دولية مشتركة
يشترك البلدان في عضوية مجموعة من المنظمات الدولية، منها:
| علم المنظمة | اسم المنظمة                               | تاريخ انضمام بنما | تاريخ انضمام لوكسمبورغ |
| ----------- | ----------------------------------------- | ----------------- | ---------------------- |
|             | يونسكو                                    | 10 يناير 1950     | 27 أكتوبر 1947         |
|             | الفريق المعني برصد الأرض                  | ?                 | ?                      |
|             | مؤسسة التمويل الدولية                     | 20 يوليو 1956     | 4 أكتوبر 1956          |
|             | المركز الدولي لتسوية المنازعات الاستشارية | 8 مايو 1996       | 29 أغسطس 1970          |
|             | منظمة حظر الأسلحة الكيميائية              | ?                 | ?                      |
|             | مؤسسة التنمية الدولية                     | 1 سبتمبر 1961     | 4 يونيو 1964           |
|             | منظمة التجارة العالمية                    | ?                 | ?                      |
|             | وكالة ضمان الاستثمار متعدد الأطراف        | 21 فبراير 1997    | 29 أغسطس 1991          |
|             | الاتحاد البريدي العالمي                   | ?                 | ?                      |
|             | منظمة الشرطة الجنائية الدولية             | ?                 | ?                      |
|             | الأمم المتحدة                             | 13 نوفمبر 1945    | 24 أكتوبر 1945         |
|             | الاتحاد الدولي للاتصالات                  | 14 يوليو 1914     | 2 مارس 1866            |
|             | البنك الدولي للإنشاء والتعمير             | 14 مارس 1946      | 27 ديسمبر 1945         |

## وصلات خارجية
- موقع وزارة الخارجية البنمية
- موقع وزارة الخارجية اللوكسمبورغية